# Heemst
Echte heemst (Althaea officinalis) is een plant uit de kaasjeskruidfamilie (Malvaceae). Deze plant is door menselijk toedoen over de hele wereld verspreid naar gebieden waar grondsoort, vochtigheid en klimaat gunstig zijn. De soort staat op de Nederlandse Rode lijst van planten als vrij zeldzaam en matig afgenomen.
De plant wordt 90–200 cm hoog en is fluweelachtig behaard. Ook de deelvruchten zijn behaard. Heemst bloeit van juli tot september met bleekroze bloemen.
Heemst komt voornamelijk voor in brak water in rietmoerassen, in slootkanten en verruigde gebieden. De plant komt ook langs het IJsselmeer voor.

## Kweek
Voor de kweek van heemst is veel zonlicht nodig (zo'n zeven uur per dag). Heemst heeft veel behoefte aan vocht en de grond dient voedselrijk te zijn. Er zijn zowel enkelbloemige als dubbelbloemige cultivars in de kleuren rood, roze, paars, geel en wit. Heemst bloeit van juli tot en met september.

## Gebruik
Het zetmeel met eiwitachtige stoffen dat wordt gevonden in de wortel, werd vroeger gebruikt tijdens het bereiden van het snoepgoed marshmallows en spekken. De bladeren van deze plant zijn gekookt eetbaar, de bloemen worden rauw gebruikt in salades.
Medicinaal heeft heemstwortel een verzachtende werking op de luchtwegen. Het wordt gebruikt in hoestdrank.